# هولدورف (مکلنبورگ-فورپومرن)
هولدورف (به آلمانی: Holdorf) یک شهر در آلمان است که در نوردوست‌مکلنبورگ واقع شده‌است. هولدورف ۴۱۵ نفر جمعیت دارد.